# Jan Lewan
Jan Lewandowski (Bydgoszcz, Polonia; 1941), conocido profesionalmente como Jan Lewan, es un compositor polaco-estadounidense y líder de una banda de polka.
La vida de Lewan ha sido representada en múltiples películas, primero en el documental de televisión de 2007 Mystery of the Polka King, la película documental de 2009 The Man Who Would Be Polka King y la película de comedia estadounidense de 2017 The Polka King, en la que Jack Black interpreta a Jan Lewan, estrenada en Netflix el 12 de enero de 2018.

## Primeros años
La información sobre los primeros años de vida de Lewan se encuentra principalmente en su sitio web oficial, que establece que Lewan nació en Bydgoszcz, en el norte de Polonia, en 1941 durante la ocupación alemana del país durante la Segunda Guerra Mundial . Cuando era niño, a Lewan le encantaba la música y se matriculó en el Conservatorio de Música de Gdansk . En su juventud, Lewan sirvió en el ejército polaco, cumpliendo su servicio militar obligatorio. Lewan tocó en salas de música en Polonia y el norte de Europa, incluida la Filarmónica Nacional de Varsovia . Cuando Lewan llegó a los Estados Unidos, más tarde conoció a su primera esposa Rhonda Lewan durante un teletón y se casó más tarde, y en 2011 se divorció oficialmente. Rhonda Lewan se casó con Steve Saive, el ex trompetista de la banda de polka de Jan Lewan.

## Carrera
Después de su carrera en Europa, Lewan emigró a los Estados Unidos vía Canadá. Se asienta en el estado de Pensilvania donde realizaría su carrera musical de polka. Durante este tiempo Lewan viajó frecuentemente. Las visitas notables eran a Polonia, Irlanda, Italia, Alemania, Francia, Bélgica, Inglaterra, Israel, Rusia, Grecia, Egipto y Ucrania.
Creó una orquesta orientada a la polka y grabó varios álbumes. El álbum Jan Lewan y su orquesta, fue nominado para un Grammy en 1995. Lewan realizó espectáculos de polka aún más grandes en el prestigioso Showroom de Las Vegas Hilton, el Centro de Convenciones de Las Vegas Sands y en muchos eventos en propiedades de Donald Trump como el Trump Plaza Hotel and Casino y el Trump Castle Hotel Casino.
El legado de Lewan fue el punto central del documental de televisión de 2007 Mystery of Polka King, su documental de 2009, The Man Who Would Be Polka King, así como la película de comedia de 2017 The Polka King en la que Jack Black interpreta a Lewan.

## Problemas legales
Lewan era dueño y operaba una tienda de regalos en Hazleton, Pennsylvania . Cuando volvía de Polonia, llevaba consigo joyas y otros artículos para vender en la tienda. Para apoyar la tienda, también vendió acciones en el negocio y prometió retornos del 12% y 20% a los inversores, muchos de los cuales habían viajado con él. El estado de Pensilvania le advirtió que dejara de vender acciones, pero continuó. En 2004, Lewan fue arrestado por estafar a unas 400 personas en 22 estados por varios millones de dólares. Lewan fue sentenciado a cinco años y 11 meses de prisión por un juez de un tribunal federal, así como a una sentencia de siete años en Nueva Jersey, que se cumplieron simultáneamente. Lewan fue sentenciado por el Tribunal Superior del Condado de Mercer por cargos de lavado de dinero y fraude de valores.
Mientras estaba en prisión en Delaware en 2004, Lewan fue apuñalado en el cuello por un compañero de celda. Fue llevado a un hospital cercano y fue devuelto a prisión varios días después. El autor del apuñalamiento tuvo 15 años agregados a su sentencia. [cita requerida] Lewan fue liberado de prisión en 2009.